# Marzi
Marzi är en ort och kommun i provinsen Cosenza i regionen Kalabrien i Italien. Kommunen hade 991 invånare (2018).